# Ben Higgins
Ben Higgins (* 14. November 2000) ist ein britischer Sprinter, der sich auf den 400-Meter-Lauf spezialisiert hat.

## Sportliche Laufbahn
Erste internationale Erfahrungen sammelte Ben Higgins im Jahr 2022, als er bei den Hallenweltmeisterschaften in Belgrad mit der britischen 4-mal-400-Meter-Staffel in 3:08,30 min den sechsten Platz belegte. Im Jahr darauf gelangte er bei den Halleneuropameisterschaften in Istanbul mit 3:08,61 min auf Rang fünf im Staffelbewerb.
2022 wurde Higgins britischer Hallenmeister im 400-Meter-Lauf.

## Persönliche Bestleistungen
- 200 Meter: 21,37 s (+1,4 m/s), 3. August 2021 in Kettering
- 400 Meter: 46,38 s, 17. Juli 2022 in London
  - 400 Meter (Halle): 46,55 s, 12. Februar 2023 in Dortmund